# Madeleine de Puisieux
Madeleine d'Arsant de Puisieux (París, 1720 – París, 1798) va ser una escriptora i protofeminista francesa.

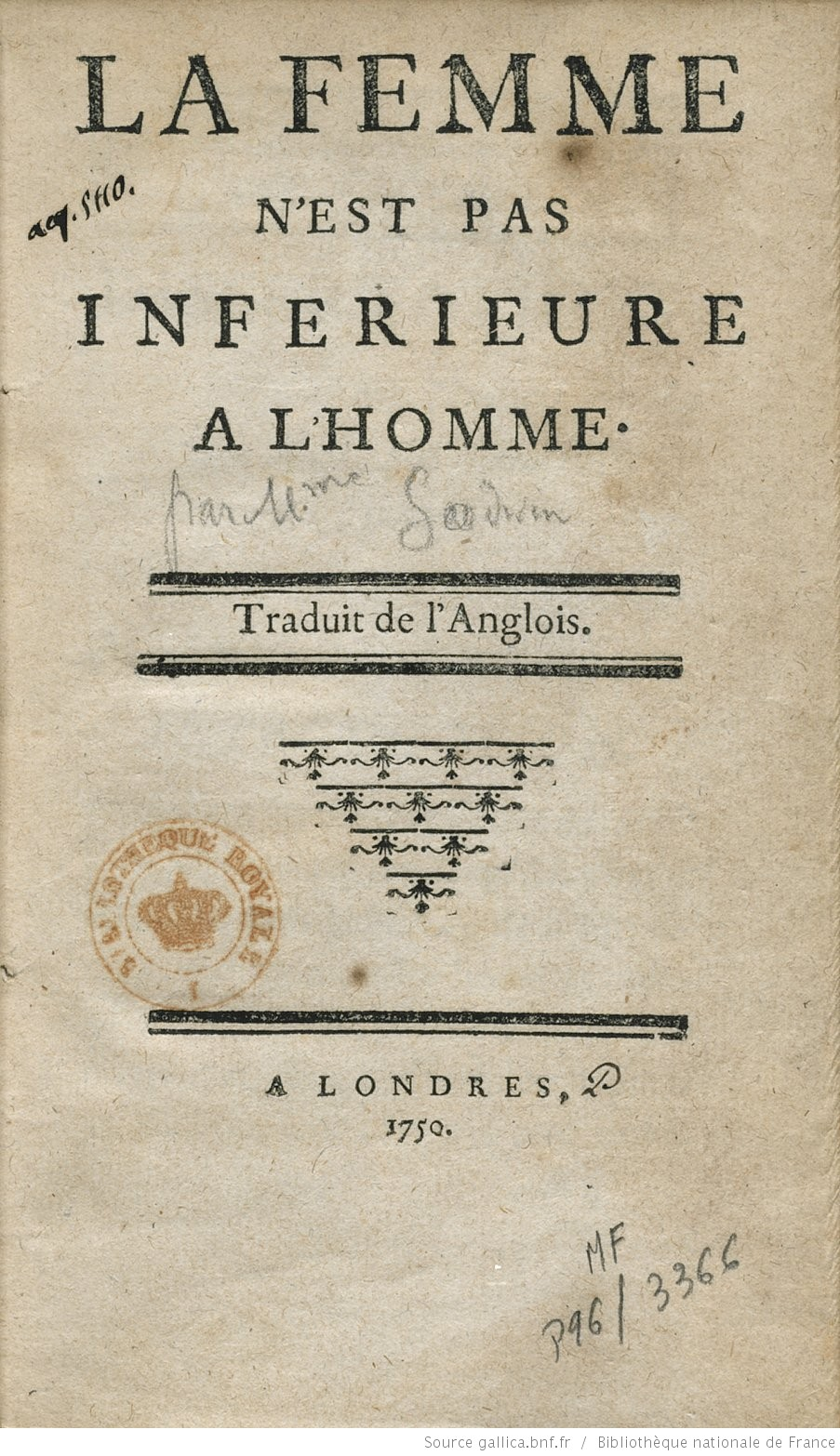
Coberta coneguda publicació,
La Femme n'est pas inférieure à l'homme que Puisieux va publicar l'any 1750.

## Vida
Madeleine de Puisieux, va néixer a París el 28 de novembre de 1720. Tot i que no es coneix gaire sobre la seva infantesa i joventut, Puisieux va treballar per aconseguir publicar la seva obra. L'any 1745, va aconseguir el seu objectiu i amb l'ajut del seu amic, Denis Diderot va publicar un de les seves primeres obres titulada Les Caractères durant l'any 1750.
Puisieux També va publicar una de les seves obres més famoses aquell mateix any titulada, La Femme n'est pas inférieure à l'homme ("la dona no és inferior a home"). Puisieux va traduir una obra britànica publicada anònimament, possiblement escrita per Mary Wortley Montagu, que introduïa temes sobre la igualtat de sexes. Va basar aquestes qüestions trobades en la publicació del 1405, La Cité des dames (La Ciutat de dames) de Christine de Pisan. L'any següent, va ser re-publicada amb el títol Le Triomphe des dames (El Triomf de les dames.). Hi ha qui pensa que, el futur marit de Madeleine, Philippe-Florent de Puisieux (1713–1772) la va ajudar amb les traduccions utilitzades en la publicació final.

## Assoliments
Puisieux no va tenir fills, tanmateix va buscar oportunitats d'ajudar a la generació més jove de noies publicant llibres de consells per nenes. El fet que Madeleine ensenyés a les noies sobre la igualtat de gènere i les hi encoratgés va fer que el seu nom fos molt conegut entre la població.
Amb l'àmpliament conegut èxit de les seves obres, Puisieux va ser reconeguda per Lluís XV. Després de la mort del monarca l'any 1774, es va assentar amb el seu marit i li va ser atorgada una pensió estatal l'any 1795.

## Mort
El 12 d'abril de 1798, Madeleine de Puisieux va morir a París a l'edat de 78 anys.

## Relació amb Denis Diderot
Madeleine de Puisieux va mantenir una llarga relació amb el seu amic, el filòsof i enciclopedista, Denis Diderot de 1746 a 1755. Durant aquell temps van ser amants i, tot i que mai es van casar, Diderot la va mantindre durant la seva relació. En aquell temps, van treballar junts en algunes de les obres de Puisieux mentre ell la va ajudar a aconseguir que li publiquessin les seves obres. Puisieux no va ser l'única amant de Diderot. Va compartir el títol amb Sophie Volland, i Mme de Maux.

## Obres
- Alzarac, ou La nécessité d'être inconstant, Colònia, Paris, Charpentier, 1762
- Conseils à une amie, Amsterdam, Aux dépens de la Compagnie, 1751
- Histoire de Mademoiselle de Terville, Amsterdam, Veuve Duchesne, 1768
- Le Goût de bien des gens, ou, Recueil de contes, tant en vers qu'en prosa, Amsterdam, Changuion, 1769
- Le Plaisir et la volupté : conte allégorique, Paphos, [s.n.], 1752
- L'Éducation du Marquès de *** ou Mémoires de la comtesse de Zurlac, Berlín, Fouché, 1753
- Les Caractères, Londres [París], S.n., 1750–1751
- Mémoires d'un Homme de Bien, Paris, Delalain, 1768
- Réflexions et avis sur les défauts et les Ridiculitza un la mode. Aboca servir de suite aux conseils à une amie, Paris, Brunet, 1761
- Zamor et Almanzine, ou L'inutilité de l'esprit et du bon sens, Amsterdam, Hochereau l'aîné, 1755